# Plain View (Caroline du Nord)
 (mai 2025).
Plain View est une census-designated place située dans le comté de Sampson, dans l’État de Caroline du Nord, aux États-Unis. Lors du recensement de 2020, elle comptait 1 923 habitants.